# Иж Планета Спорт
«Иж Планета Спорт» — дорожный мотоцикл среднего класса, предназначенный для туристических и спортивных поездок по дорогам с разным покрытием в одиночку или с пассажиром. Выпускался Ижевским машиностроительным заводом с 1973 по 1984 год.

## История
В 1974 году Ижевским заводом был выпущен первый серийный спортивный мотоцикл «Иж Планета Спорт». Мотоцикл был очень непохожим на других своих ижевских собратьев как внешне, так и по конструкции. Внешне Иж-ПС был очень похож на японские мотоциклы середины 1960-х годов (например, Suzuki T250 Super Six 1966 года, Yamaha 350R5 1970 года, Kawasaki A1 Samurai 1966 года). Благодаря высокому техническому уровню конструкции и качеству изготовления «Иж Планета Спорт» экспортировались во многие страны мира. Особенно популярны они были в Великобритании, Нидерландах и Финляндии, где успешно конкурировали с «Явами» и мотоциклами СZ .
В момент начала выпуска мотоцикл стоил около 1050 рублей, последующие партии стали продаваться по 1000 рублей.
Мотоцикл продержался на конвейере до 1984 года, после чего был снят с производства. Среди советских мотоциклистов наиболее высоко ценились «Иж ПС» первых лет выпуска, которые стоили дорого даже в десятилетнем возрасте.

## Конструкция
Техническая «начинка» (за исключением мелочей) была полностью оригинальной.
Впервые в СССР была применена система раздельной смазки двигателя собственной разработки (ИЖМаш), хотя первые 500 мотоциклов с раздельной смазкой были выпущены в 1974 году, эту партию реализовали только в 1975 году. Раздельную смазку устанавливали вплоть до конца выпуска «Иж ПС», с 1976 года двигатель с раздельной смазкой можно было отличить по дополнительной букве «М» в номере. Единственное, что после 1980 года их общее количество снизилось и основная масса поставлялась на экспорт. Двигатель рабочим объёмом 340 см³ (диаметр поршня — 76 мм, ход — 75 мм), оснащался японским карбюратором Микуни, что позволяло ему развивать 32 л. с. при 6 700 об/мин. Таким образом, «одиночка» с сухой массой 135 кг обладала удельной мощностью 237 л. с./т (весьма популярная в СССР Jawa-350/634 обладала удельной мощностью 141 л. с./т). Благодаря этому мотоцикл обладал высокими динамическими качествами: время разгона до 100 км/ч не превышало 11 секунд. Двигатель на ранних модификациях был закреплён в раме с помощью резиновых подушек — техническое новшество того периода. Первые годы выпуска мотоциклы оснащались японским электрооборудованием и оптикой (фара западногерманской фирмы «Hella», задний фонарь, светоотражатели и указатели поворота Stanley, а также генератор Denso, звуковой сигнал Niккo, рулевые переключатели Honda и Yamaha, иностранный спидометр, замок зажигания и свечи) и благодаря чему впервые на советском мотоцикле были выполнены требования ЕЭК ООН по светотехнике. Переднее колесо отличалось размером 3,0 × 19.
Ранние «Иж Планета Спорт» можно отличить по креплению двигателя на резиновых подушках, заднему фонарю, амортизаторам (на верхней части имелись хромированные кожухи), были установлены светоотражатели на кронштейнах крепления фары. В 1975 году головка цилиндра сменила оребрение с веерообразного на обычное, изменена форма камеры сгорания с «жокейская шапка» на «сфера в сфере», в 1978 году установлено электрооборудование и спидометр советского производства, увеличен диаметр спиц. Вопреки распространённому заблуждению, мощность поздних ПС (по данным инструкции по эксплуатации 1983 года) снизилась до 28 л. с. не из-за нового карбюратора К62М, а из-за уменьшения степени сжатия в угоду ресурсу и стойкости к детонации.

## Технические характеристики
Согласно заводским инструкциям по эксплуатации 1975 и 1983 годов (отличия приведены в скобках):
- База мотоцикла 1 390 (1 440) мм
- Длина: 2 070 (2 150) мм
- Ширина: 790 (810) мм
- Высота: 1 150 мм
- Дорожный просвет: 135 мм
- Сухая масса: 135 (155) кг
- Максимальная скорость: 140 (135) км/час
- Расход топлива на 100 км пути:
  - при скорости 50—60 км/ч: 3,5 л (данные по инструкции 1975 г.)
  - контрольный, не более: 7 л (данные по инструкции 1983 г.)
- Время разгона до 100 км/ч: 11 сек
- Тормозной путь:
  - со скорости 60 км/час: 16 (18) м
  - со скорости 30 км/час: 7 м

Двигатель:
- Тип двигателя: двухтактный, с трёхканальной продувкой (выходных перепускных окон — пять)
- Число цилиндров: 1
- Диаметр цилиндра: 76 мм
- Ход поршня: 75 мм
- Рабочий объём: 340 см³
- Степень сжатия: 10—10,5 (8,7—9,2) (степень сжатия можно было регулировать прокладкой под головкой цилиндра)
- Номинальная мощность двигателя:
  - при 5 600—6 700 об/мин: 32 л. с. (данные по инструкции 1975 г.)
  - при 5 940 ± 5 % об/мин: 28 л. с. (данные по инструкции 1983 г.)
- Система смазки — совместная с топливом, или раздельная (на части мотоциклов, в основным экспортных)
- Система охлаждения — потоком встречного воздуха
- Система питания:
  - Воздушный фильтр сухой, с бумажным элементом
  - Карбюратор «Микуни» (К-62М)
  - Диаметр диффузора: 32 мм
  - Производительность главного жиклёра: 270 см³/мин
  - Маркировка на главном жиклёре — Микуни «190»

Трансмиссия:
- Моторная передача косозубыми шестернями
- Сцепление многодисковое в масляной ванне
- Коробка передач: четырёхступенчатая
- Переключение передач ножное, педаль-рычаг находится под левой ногой
- Задняя передача: открытая, втулочно-роликовой цепью
- Передаточное число первичной передачи: 2,18
- Передаточное число задней передачи: 2,47
- Передаточные числа коробки передач:
  - I передачи: 3,17
  - II передачи: 1,81
  - III передачи: 1,26
  - IV передачи: 1,0

Ходовая часть:
- Рама трубчатая, сварная, закрытая, термообработанная
- Передняя подвеска: бесштоковая телескопическая вилка
  - Вертикальный ход оси переднего колеса не менее: 150 (160) мм
- Задняя подвеска — маятниковая
  - Вертикальный ход оси заднего колеса не менее: 95 (105) мм
- Размеры шин:
  - переднего колеса: 3,00-19″, модель Л-170
  - заднего колеса: 3,50-18″, модель К-74
- Диаметр тормозного барабана:
  - переднего колеса: 190 мм
  - заднего колеса: 170 мм

Электрооборудование:
- Напряжение бортовой сети: 12 В
- Генератор: ИЖ ГП-1, трёхфазный, переменного тока
- Напряжение генератора: 14 вольт
- Номинальная мощность генератора: 100 Вт
- Аккумуляторная батарея: 6МТС-9. На мотоциклы первых годов выпуска (до освоения выпуска 6МТС-9) устанавливались зарубежные аккумуляторные батареи: 12N7-3B, 12N7-4А, 12N7-4В, 12N9-3А, 12N9-3В, 12N9-4В, 12N9-4В (Н)
- Регулятор напряжения: ИЖ РН-1 (БПВ 14-10)
- Свеча зажигания: А-23 (по старым стандартам наименование А-7,5 БС) (в комплект к первым «Иж ПС» прилагалась итальянская «Магнетти-Марелли» или NGK, которые рекомендовалось использовать при высоких скоростях езды (100—120 км/ч) и снятой прокладке головки цилиндра)

Заправочные ёмкости и ГСМ:
- Топливный бак — 14 л, бензин АИ-93[1]
- Масляный бак — 1,5 л, авиационное масло МС-20 или МГД-14М
- Коробка передач — 0,8 л, зимой — АС-6 или М-6Б, летом — АС-10 или М-10Б
- Амортизаторы телескопической вилки (в каждом пере) — 0,2 л, МГП-10 (заменитель — масло веретенное АУ)
- Амортизаторы подвески заднего колеса (в каждом) — 0,06 (0,065) л, МГП-10 (заменитель — масло веретенное АУ)

## «ИЖ Планета Спорт» в популярной культуре
Советские мотоциклисты мотоциклу «ИЖ Планета Спорт» дали прозвища «Пёс» (от сокращённого «ИЖ ПС»), «спортак». Из-за непривычно высокого качества и наличия иностранных приборов электрооборудования поговаривали, что «Планета-Спорт» предназначался для экспорта в США. Первые 500 шт имели сервисную книжку, где указывался идентификационный номер на заказ запчастей с завода.
По причине дефицита запчастей многие занимались моторным «тюнингом» — поршень М-412 (нужного диаметра, но с большим отверстием пальца) подгоняли под штатный шатун, либо под поршневую группу кроссового 514-го «Чезет». Немного увеличивалась мощность, но ресурс снижался до одного сезона (стандартный «ИЖ Планета Спорт» выдерживал по 50—60 тыс. км без заметного износа основных узлов).

## Спортивные модификации
На базе «Планета-Спорт» в апреле 1975 года начался выпуск спортивных мотоциклов для многодневного эндуро «Иж М-15» и кроссовой модификации «Иж-К-15», правда спортсменами ценился только двигатель, а ходовую брали от ЧЗ, получалась хорошая машина. Также на базе двигателя «ИЖ Планета Спорт» выпускался мотоцикл для спидвея (для гонок по льду), также были и другие экспериментальные модели.

## История особенностей комплектации
1974
- Первый вариант крепления двигателя — мягкий, на резиновых демпферах
- Особое «веерное» оребрение головки цилиндров
- Карбюратор «Микуни» АЕХ (Япония)
- Первоначально устанавливающиеся советские указатели поворотов (с базовых мотоциклов Планета-3 и Иж Юпитер-3, отличающиеся хромированием)
- Глушитель прямой
- Воздушный фильтр «Filtrak» А 105/153- 1500 TGLN 39-474 (ГДР)
- На части мотоциклов (в основном — на экспорт) — стояли шины зарубежного производства «Barum» (Чехословакия) и «IRC» (Япония)
- Зеркало заднего вида с торцевым креплением на руле (с базового ижевского автомобиля Москвич-408) к концу 70-х годов перемещается на хомут крепления рычага сцепления
- Самоклеющиеся надписи на баке и инструментальных ящиках
- Спидометр с мотоцикла «Паннония» — Т4 или Т5 (Венгрия), «Veglia Borletti» (Италия)
- Первый советский мотоциклетный генератор с напряжением в сети 12 В (ГП-1)
- Зарубежное электрооборудование и светотехника:
  - Комбинированные переключатели на руле от японского мотоцикла «Honda» CB350 и соответствующие им рычаги сцепления и ручного переднего тормоза
  - Звуковой сигнал «Nikko» YPL 1400 (Япония)
  - Задний фонарь «Stanley» (Япония)
  - Оптический элемент фары с мотоцикла «Паннония» — Т5 (Венгрия), позже западногерманская «Hella» 1A7 001.140.01. Для стран с левосторонним движением — фирмы «Lucas»
  - Замок зажигания PAL (Чехословакия) с мотоцикла «Jawa»
  - Свеча зажигания «Magneti Marelli» CW8N (Италия)
  - Светоотражатели на передней вилке «Stanley» RR 30 SAE B67 (Япония)
  - Зарубежные аккумуляторные батареи (Япония)
- Оригинальное (с креплением в фаре) реле поворотов (12 вольт)

1975
- Карбюратор «Микуни» VM32-89
- Комбинированные переключатели на руле и замок зажигания (360-82508-42) от японского мотоцикла «Yamaha» RD350 и соответствующие им рычаги сцепления и переднего тормоза
- Новый вариант боковых светоотражателей и заднего фонаря «Stanley» (040-5469)
- Изменено крепление направляющего ушка (для пера вилки) переднего тормозного барабана с заклепочного на цельнолитое
- Оребрение головки цилиндра меняется на обычное «прямое»
- Под конец года советские указатели поворотов заменяют на японские «Stanley» 23040-037
- Советский бензиновый кран КР-12 с поясняющими надписями на английском языке

1976
- Устанавливается советский спидометр СП102. На экспортных устанавливают «Borletti»
- Новый советский оптический элемент фары ФГ137 (новый светорассеиватель типа «европейский луч»)
- Появился глушитель с изгибом концевой части (с целью повышения проходимости)

1977
- Из-за увеличения корпуса воздушного фильтра перемещают:
  - Ручной шинный насос на переднюю трубу рамы около цилиндра двигателя (ранее — под баком)
  - Реле напряжения под топливный бак
- Установка новых амортизаторов задней подвески (без декоративных колпаков)

1978
- Упраздняется мягкое крепление двигателя
- Установлен новый советский карбюратор К62М. Для установки манетки управления топливным корректором, имеющимся в нём, введено резьбовое отверстие в трубке руля справа
- Вместо самоклеящихся надписей на баке вводят пластиковые логотипы с креплением на винтах
- Постепенный переход на советские комплектующие электрооборудования (с целью унификации с другими базовыми моделями завода):
- Начало установки противоугонного замка
  - замок зажигания ВК105
  - комбинированные переключатели на руле
  - задний фонарь

1979
- Изменение конструкции задней подвески:
  - удлиннена маятниковая вилка
- Новый спидометр СП102А (в частности изменена толщина стрелки указателя)

1981
- Прекращён выпуск оригинальных генераторов ГП-1, установка нового, унифицированного с другими моделями завода, генератора (12 В)
- Установлен новый советский звуковой сигнал С-205Б (12 В) и оптический элемент фары ФГ140 (1982)